# X Cuerpo de Ejército (Italia)
El X Cuerpo de Ejército fue una formación del Regio Esercito en la Segunda Guerra Mundial.

## Historia
El Cuerpo luchó en el norte de África y participó en la Campaña del Desierto Occidental hasta que fue destruido en la Segunda Batalla de El Alamein en noviembre de 1942.
Del 22 de octubre al 4 de noviembre de 1942, los ataques británicos destruyeron sus tres divisiones dependientes (la Brescia, la Folgore y la Pavía).
El 5 de noviembre, los restos del Cuerpo se retiraron en dirección a Fuka, donde las últimas unidades fueron capturadas en la mañana del 7 de noviembre.
El X Cuerpo de Ejército fue disuelto en diciembre de 1942.

## Composición

### Octubre de 1942
- 17.ª División de infantería Pavía
- 27.ª División de infantería Brescia
- 185.ª División Paracaidista Folgore

## Comandantes
- Generale di Corpo d'armata Alberto Barbieri (10 de junio de 1940 - 4 de agosto de 1941)
- Generale di Divisione Luigi Nuvoloni (24 de agosto de 1941 - 12 de diciembre de 1941)
- Generale di Corpo d'armata Benvenuto Gioda (13 de diciembre de 1941 - 16 de agosto de 1942)
- Generale di Divisione Federico Ferrari Orsi (17 de agosto de - 18 de octubre de 1942, KIA)
- Generale di Divisione Enrico Frattini (interim)
- Generale di Divisione Edoardo Nebbia (27 de octubre - 7 de noviembre de 1942, POW)